# Suomenlinna
Suomenlinna (en finès), o Sveaborg (en suec), és una fortalesa construïda sobre sis illes, a Hèlsinki, la capital de Finlàndia. Es troba inscrita a la llista de Patrimoni Mundial de la Humanitat de la UNESCO des del 1991 i és un lloc molt popular, tant per als turistes com per als autòctons.
Inicialment, s'anomenà Sveaborg (Castell de Svea), però els finlandesos van canviar aquesta denominació per l'actual Suomenlinna (Castell de Finlàndia), el 1918, per motius patriòtics i nacionalistes, tot i que encara és a vegades també conegut pel seu nom original.

## Història
La Corona sueca va iniciar la construcció de la fortalesa el 1748 com a protecció contra l'expansió de Rússia. La responsabilitat del treball de la fortificació va ser donat a Augustin Ehrensvärd. El plànol del bastió original de la fortalesa va ser fortament influenciat per les idees de Vauban, l'enginyer militar de l'època, i l'estil basat en els principis del fort en forma d'estrella per fer la fortificació, encara que adaptat a un grup d'illes rocoses.
A més de l'illa de la mateixa fortalesa, enfront de fortificacions al continent s'asseguraria que l'enemic no adquirís un cap de platja a partir de la qual atacar. El pla va ser també portar les existències de municions de tot el contingent de l'exèrcit Finès Suec i la Marina Reial Sueca allà. Durant la guerra finlandesa la fortalesa es va rendir a Rússia el 3 de maig de 1808, aplanant el camí per a l'ocupació de Finlàndia per les forces russes el 1809.